# 까마귀자리 감마
까마귀자리 감마(γ Crv)는 천구 남반구의 까마귀자리 방향에 있는 쌍성으로 겉보기등급은 2.59이다. 이 계는 까마귀자리 감마 A와 B 둘로 구성되어 있다. 이들 중 밝은 쪽인 A에는 감마 계 전체를 전통적으로 불러오던 이름인 기에나 Gienah 가 공식적으로 부여되었다. 이 계까지의 거리는 시차 기법을 이용하여 직접 측정되었으며 그 값은 태양으로부터 약 154 광년 (47 파섹)이다.

## 명칭
까마귀자리 감마(γ Corvi)는 계 전체를 바이어 명명법으로 부르는 명칭이다. 계를 이루는 구성원 둘은 각각 까마귀자리 감마 A, B로 불리는데 이 방식은 워싱턴 다중성 목록(WMC)이 다중성계의 구성원들을 구별하기 위해 취한 규칙으로 국제천문연맹(IAU) 역시 이 방식을 채택했다.
까마귀자리 감마의 전통적인 명칭 '기에나' Gienah는 울루그 베그의 아랍어 문구 '알-자나 알-기라브 알-야만' الجناح الغراب  اليمن ('까마귀의 오른쪽 날개'. 그러나 근대 성표에서는 왼쪽 날개에 해당된다.)에서 유래한 이름이다. 백조자리 엡실론 역시 이 명칭을 공유하고 있었기 때문에 까마귀자리 감마를 '까마귀자리의 기에나' Gienah Corvi 또는 '기에나 구라브' Gienah Ghurab 로 부르기도 했다.
2016년 11월 6일 국제천문연맹 산하 WGSN(항성명칭 워킹그룹)은 까마귀자리 감마 A에 기에나 Gienah 명칭을 공식 부여하였다. WGSN은 다중성계의 경우 계 전체가 아니라 구성원 단위로 이름을 부여하기로 규칙을 정했기 때문에 까마귀자리 감마 역시 계 전체가 아니라 가장 밝은 구성원 A에 상기 명칭이 붙었다. 이후 2017년 6월 30일 '기에나'를 공유하던 백조자리 엡실론에서 가장 밝은 별 Aa에 '알자나' Aljanah 가 부여되어 고유명칭을 공식적으로 분리시켰다. 두 명칭 모두 현재 IAU 인증 항성명칭목록에 등재되어 있다.
《알 악사시 알 무아케트 성표》에는 까마귀자리 감마의 이름이 '알-자나 알-기라브 알-야만' Al-janāħ al-ghirāb al-yaman 또는 '드제나 알 기라브 알 에이멘' Djenah al Ghyrab al Eymen으로 실려 있다. 이 명칭은 라틴어로 '덱스트라 알라 코르비' Dextra ala Corvi 로 번역되었다.
동아시아 천문학에서 까마귀자리 감마는 까마귀자리 엡실론, 까마귀자리 델타, 까마귀자리 베타와 함께 진수를 구성한다. 이들 중 감마 하나만을 일컫는 명칭은 진수1(軫宿一)이다.

## 특징
까마귀자리 감마 계에서 밝은 주성인 A는 분광형 B8 III의 거성이며 질량은 태양의 약 4.2 배이다. A는 청백색 빛을 뿜는다. 이 별의 스펙트럼으로부터 항성에 수은과 망가니즈 원소가 일반적인 경우보다 많이 포함되어 있음을 알 수 있으며 이로부터 A를 수은-망가니즈 별로 분류한다. 그러나 그 함유량이 특이하게 많거나 혹은 적은 원소들 역시 존재한다. 안정적인 항성의 대기에 이런 화학적 특이성이 존재할 수 있는 이유는 이 원소들이 확산과 중력적인 침전을 통해 분리되었기 때문임이 유력하다. 또한 진수를 구성하면서 화학성 특이성을 포함하게 된다.
반성 B는 질량이 태양의 80% 수준으로 주성 A로부터 평균 50 천문단위 떨어져서 158년 주기로 1회 공통의 질량 중심을 공전하고 있다. 측광학적으로 B의 분광형은 K5 ~ M5 V로 보인다.